# Óláfsdrápa Tryggvasonar
Óláfsdrápa Tryggvasonar (en español: El drápar de Olav Tryggvason) es un poema escaldo islandés compuesto hacia 1200.

## Trama
Relata la historia de la vida del rey del siglo X Olav Tryggvason, desde su nacimiento, su estancia en Rusia y su muerte en la batalla de Svolder. El poema solo se conserva en el manuscrito Bergsbók encontrándose el texto con algunas deficiencias. Después 16 versos dróttkvætt existe un vacío estimado de 40 versos, seguidos por 12 versos finales que sí se conservan. 

## Autoría
El manuscrito atribuye el poema a la Hallfreðr vandræðaskáld, el poeta de la corte de Olav, pero esta atribución es rechazada por estudiosos modernos. La composición posee muchas similitudes con Rekstefja, otro poema de la misma época sobre el mismo asunto y conservado en el mismo manuscrito.
El autor desconocido, fue influenciado por poetas del comienzo del siglo XII, como Einarr Skúlason y Þorkell hamarskáld.